# Pimelodella macrocephala
Pimelodella macrocephala är en fiskart som först beskrevs av Miles, 1943.  Pimelodella macrocephala ingår i släktet Pimelodella och familjen Heptapteridae. Inga underarter finns listade i Catalogue of Life.